# Gerhard Stubbe
Gerhard Stubbe (* 31. Dezember 1922 in Berlin; † Juli 2004 in Ansbach) war ein deutscher Radrennfahrer und mehrfacher nationaler Meister im Radsport.
Stubbe erlernte den Beruf eines Drehers. Noch als Lehrling wurde er Mitglied des Mariendorfer Postvereins in Berlin. Sein erster Start bei Rund um Luckenwalde endete mit einem Sturz. Bei Bahnrennen war er so erfolgreich, dass er zu einem Lehrgang für die besten deutschen Jugendfahrer unter der Leitung von Walter Rütt delegiert wurde. Sein Talent wurde mit dem Gewinn der Deutschen Meisterschaft der Jugend im Straßenrennen untermauert. Mit 16 Jahren fuhr Gerhard Stubbe für den RSV Ansbach. 1942 wurde er zur Wehrmacht eingezogen, 1946 kam er aus amerikanischer Kriegsgefangenschaft zurück und ließ sich in Ansbach nieder. Dort startete er für den Radsportverein Anspach. Schon 1946 errang er 28 Siege. 1947 wurde er gemeinsam mit Eugen Hasenforther deutscher Meister im Zweier-Mannschaftsfahren und errang weitere 39 Siege (u. a. die deutsche Meisterschaft der Amateure im Kriterium), im Jahr darauf holte er den Titel in der Einerverfolgung auf der Bahn. 1947 siegte er beim Straßenrennen Rund um Berlin bei den Amateuren. In der Jahreswertung der Amateure aller deutschen Zonen kam er auf den fünften Rang. 1948 gewann er drei Titel bei deutschen Meisterschaften (im Mannschaftszeitfahren, in der Mannschaftsverfolgung und in der Einerverfolgung der Amateure), danach wurde er Profi, fuhr beim Grünen Band der IRA, einer Vorgängerin der Deutschland Tour, und entschied die dritte Etappe für sich. 1949 gewann er die zweite Etappe und bei der Deutschland-Rundfahrt 1952 die siebte Etappe. 1953 beendete er seine aktive Radsport-Karriere.